# Резонансний транснептуновий об'єкт
В астрономії резонансний транснептуновий об'єкт — це транснептуновий об'єкт (ТНО), який перебуває в орбітальному резонансі з Нептуном. Орбітальні періоди резонансних об'єктів перебувають у простому цілочисельному відношенні до орбітального періоду Нептуна — наприклад, 1:2, 2:3 тощо. Резонансні ТНО можуть бути частиною основного населення поясу Койпера або більш віддаленого населення розсіяного диска.

## Розподіл

Розподіл транснептунових об'єктів. Червоним кольором позначені об'єкти, які перебувають у сильніших резонансах.

На діаграмі праворуч наведено розподіл відомих транснептунових об'єктів. Червоним кольором позначені резонансні об'єкти. Орбітальні резонанси з Нептуном позначені вертикальними штрихами: резонанс 1:1 відповідає орбіті Нептуна та його троянців; 2:3 — орбіті Плутона і плутино; 1:2, 2:5 тощо — низка сімейств меншого розміру.
І 2:3, і 3:2 — це позначення того самого резонансу. Тут немає двозначності, оскільки ТНО за визначенням мають орбітальні періоди довші, ніж у Нептуна. Використання позначень залежить від автора та галузі дослідження.

## Походження
Детальні аналітичні й чисельні дослідження орбітальних резонансів Нептуна показали, що захоплені в них космічні тіла повинні мати відносно точні діапазони енергій. Якщо велика піввісь орбіти об'єкта перебуває поза межами цих вузьких діапазонів, орбіта стає хаотичною, а її елементи зазнають великих змін. Коли була відкрита певна кількість ТНО і накопичилася статистика, з'ясувалося, що понад 10 % з них перебувають у резонансі 2:3 з Нептуном — тобто їхній розподіл навряд чи є випадковим. Нині вважається, що ці об'єкти були «стягнуті» з більших відстаней за рахунок резонансів під час міграції Нептуна. Задовго до відкриття першого ТНО вчені припускали, що взаємодія між планетами-гігантами і масивним диском із дрібних частинок шляхом передання кутового моменту змусить Юпітер мігрувати всередину, а Сатурн, Уран і особливо Нептун — назовні (див. Модель Ніцци). Протягом цього відносно короткого періоду утворювані Нептуном орбітальні резонанси пронизуватимуть простір, захоплюючи на резонансні орбіти об'єкти, які спочатку перебували на різних геліоцентричних орбітах.

## Відомі популяції

### Орбітальний резонанс 1:1 (троянці Нептуна, період 164,7 року)
Кілька далеких об'єктів було відкрито на орбітах з півосями, подібними до орбіти Нептуна, поблизу точок Лагранжа системи Сонце — Нептун. Ці троянці Нептуна, названі так за аналогією до троянців Юпітера, перебувають із Нептуном в орбітальному резонансі 1:1. Станом на липень 2024 року відомий 31 такий астероїд. Лише 5 об'єктів перебувають поблизу точки Лагранжа L5 орбіти Нептуна, причому ідентифікація одного з них ненадійна; інші перебувають поблизу точки L4. Крім того, астероїд (316179) 2010 EN65 є так званим «троянцем-стрибунцем»: він переходить від лібрації навколо точки L4 до лібрації навколо точки L5 через точку L3.

#### Троянські астероїди в точціL4(попереду)
- 385571 Отрера[10]
- 385695 Клета[en][11]
- (527604) 2007 VL305[en][12]
- (530930) 2011 WG157[13]
- (612243) 2001 QR322[14]
- 2005 TN53[en][15]
- (613490) 2006 RJ103[en][16]
- (666739) 2010 TS191[17]
- 2010 TT191[18]
- 2012 UV177[19]
- 2013 RL124[20]
- 2013 TZ187[21]
- 2013 VX30[22]
- 2014 QO441[23]
- 2014 QP441[24]
- 2014 RO74[25]
- 2014 SC374[26]
- 2014 UU240[27]
- 2015 RW277[28]
- 2015 VV165[29]
- 2015 VW165[30]
- 2015 VX165[31]

#### Троянські астероїди в точціL5(позаду)
- (530664) 2011 SO277[32]
- 2008 LC18[en][33]
- 2011 HM102[en][34]
- 2012 UD185[35]
- 2013 KY18[36]

### Орбітальний резонанс 2:3 («плутино», період 247,0 року)

Рухи Орка (сірим) і Плутона (червоний) в обертовій системі відліку з періодом, що дорівнює періоду обертання Нептуна (при нерухомому Нептуні).

Плутон і його супутники (вгорі) порівняно з Орком та Іксіоном за розміром, альбедо Й кольором.

Орбітальний резонанс 2:3 на відстані 39,4 а. о. є домінуючою категорією серед резонансних об'єктів. Станом на лютий 2020 року він включає 383 підтверджених і 99 можливих тіл (наприклад, (175113) 2004 PF115). Симуляції, здійснені в рамках Глибокого огляду екліптики, свідчать, що з 383 підтверджених плутино 338 мають стабільні орбіти. Об'єкти, що рухаються по орбітах у цьому резонансі, названі плутино на честь Плутона — першого відкритого тіла такого типу. Нижче наведено список великих плутино, які мають номери:
- 134340 Плутон
- 90482 Орк
- (208996) 2003 AZ84[en]
- (455502) 2003 UZ413[en]
- (84922) 2003 VS2[en]
- 28978 Іксіон
- (84719) 2002 VR128[en]
- (469372) 2001 QF298[en]
- 38628 Гуя
- (33340) 1998 VG44[en]
- (15789) 1993 SC[en]
- (444745) 2007 JF43[fr]
- (469421) 2001 XD255[de]
- (120216) 2004 EW95[en]
- 47171 Лемпо
- (504555) 2008 SO266[fr]
- (307463) 2002 VU130[en]
- (55638) 2002 VE95[en]
- (450265) 2003 WU172[fr]
- (469987) 2006 HJ123[en]
- (508823) 2001 RX143[pt]
- (469704) 2005 EZ296[pt]

### Орбітальний резонанс 4:7 (період 288,2 року)
Ще одна популяція космічних тіл обертається навколо Сонця на відстані 43,6 а. о., посередині зони класичних об'єктів. Ці тіла досить малі (окрім двох з абсолютною зоряною величиною більше 6), і більшість із них рухаються орбітами, близькими до площини екліптики. Станом на лютий 2020 року, за даними Глибокого огляду екліптики вдалося ідентифікувати 55 транснептунових астероїдів, захоплених у резонанс 4:7. До об'єктів з добре визначеними орбітами належать:
- (119956) 2002 PA149[fr]
- (119066) 2001 KJ76[fr]
- (135024) 2001 KO76[fr]
- (119070) 2001 KP77[en]
- (181871) 1999 CO153[fr]
- (118378) 1999 HT11[en]
- (118698) 2000 OY51[fr]
- 385446 Манве[en]
- (385527) 2004 OK14[pt]
- (500828) 2013 GR136[es]
- (523742) 2014 TZ85[de]

### Орбітальний резонанс 1:2 («тутино», період 329,4 року)
Цей резонанс, орбіти якого пролягають на відстані 47,7 а. о. від Сонця, часто вважають зовнішнім краєм поясу Койпера, а захоплені в нього об'єкти в цьому іноді називають «тутино» (twotino). Тутино мають нахили орбіт менше 15° і, як правило, помірні ексцентриситети від 0,1 до 0,3. Певна кількість космічних тіл, захоплених в орбітальний резонанс 2:1, імовірно, виникла не в планетезимальному диску, розкиданому гравітацією Непнута під час його міграції, а натомість була захоплена, коли вони вже були розсіяні.
Кількісно тутино менше об'єктів, ніж плутино. Архів Джонстона налічує 99 тутино, тоді як симуляції Глибокого огляду екліптики станом на лютий 2020 року підтверджують 73. Моделювання орбіт на великих часових інтервалах показує, що резонанс 1:2 менш стабільний, ніж резонанс 2:3: лише 15 % тутино пережили 4 млрд років, тоді як плутино — 28 %. Отже, можливо, що колись тутино були такими ж численними, як і плутино, але відтоді їхня популяція значно зменшилася.
До об'єктів із добре визначеними орбітами належать (у порядку зростання абсолютної величини):
- (119979) 2002 WC19[en]
- (308379) 2005 RS43[de]
- (312645) 2010 EP65[de]
- (26308) 1998 SM165[en]
- (469505) 2003 FE128[fr]
- (495189) 2012 VR113[fr]
- (137295) 1999 RB216[fr]
- (500880) 2013 JJ64[pt]
- (20161) 1996 TR66[en]
- (470083) 2006 SG369[fr]
- (130391) 2000 JG81[fr]
- (500877) 2013 JE64[pt]

### Орбітальний резонанс 2:5 (період 411,7 року)
Станом на лютий 2020 року відомо 57 підтверджених об'єктів, захоплених у резонанс 2:5 на відстані 55,3 а. о. від Сонця. Нижче перелічені об'єкти з добре визначеними орбітами.
- (495603) 2015 AM281(інші мови)
- (26375) 1999 DE9[en]
- (143707) 2003 UY117[de]
- (471172) 2010 JC80[fr]
- (471151) 2010 FD49(інші мови)
- 472235 Чжулун[fr]
- (119068) 2001 KC77[fr]
- (60621) 2000 FE8[en]
- (38084) 1999 HB12[fr]
- (135571) 2002 GG32[fr]
- (69988) 1998 WA31[fr]
- (84522) 2002 TC302[en], кандидат у карликові планети

### Орбітальний резонанс 1:3 (період 494,1 року)
Станом на лютий 2020 року архів Джонстона нараховує 14 транснептунових об'єктів в орбітальному резонансі 1:3 з Нептуном на відстані 62,5 а. о. від Сонця. За даними Глибокого огляду екліптики, для десяти з них є надійно визначені орбіти.
- (136120) 2003 LG7[fr]
- (385607) 2005 EO297[fr]
- 2004 VU130
- (613469) 2006 QJ181[fr]
- 2006 SF369[fr]
- 2011 US411[pt]
- 2014 FX71[fr]
- 2015 BZ517[pt] (?)
- 2015 GA55
- 2015 KY173
- 2015 RA278
- 2015 RZ277[fr] (?)

### Інші орбітальні резонанси

Лібрація орбіти астероїда (523794) 2015 RR_{245}, який перебуває в резонансі 2:9 з Нептуном.

Станом на лютий 2020 року для деяких об'єктів підтверджено такі резонанси вищих порядків:
| Співвідношення | Піввісь, а. о. | Період, роки | Кількість підтверджених | Приклади |
| -------------- | -------------- | ------------ | ----------------------- | --- |
| 4:5            | 34,9           | 205,9        | 11                      | (432949) 2012 HH2, (127871) 2003 FC128, (308460) 2005 SC278, (79969) 1999 CP133, (427581) 2003 QB92, (131697) 2001 XH255 |
| 3:4            | 36,4           | 219,6        | 30                      | (143685) 2003 SS317, (15836) 1995 DA2                                                                                    |
| 5:8            | 41,1           | 263,5        | 1                       | (533398) 2014 GA54 |
| 7:12           | 43,0           | 282,3        | 1                       | 2015 RP278 |
| 5:9            | 44,5           | 296,5        | 6                       | (437915) 2002 GD32 |
| 6:11           | 45,0           | 301,9        | 4                       | (523725) 2014 MC70, (505477) 2013 UM15; можливо також (182294) 2001 KU76                                                 |
| 5:11           | 50,8           | 362,3        | 1                       | 2013 RM109 |
| 4:9            | 51,6           | 370,6        | 3                       | (42301) 2001 UR163, (182397) 2001 QW297                                                                                  |
| 3:7            | 52,9           | 384,3        | 10                      | (495297) 2013 TJ159, (181867) 1999 CV118, (131696) 2001 XT254, (95625) 2002 GX32, (183964) 2004 DJ71, (500882) 2013 JN64 |
| 5:12           | 53,9           | 395,3        | 6                       | (79978) 1999 CC158, (119878) 2002 CY224                                                                                  |
| 3:8            | 57,8           | 439,2        | 3                       | (82075) 2000 YW134, (542258) 2013 AP183, 2014 UE228                                                                      |
| 4:11           | 59,0           | 452,9        | 1                       | (500879) 2013 JH64 |
| 4:13           | 65,9           | 535,3        | 1                       | 2009 DJ143 |
| 3:10           | 67,0           | 549,0        | 2                       | 225088 Гунгун |
| 2:7            | 69,3           | 576,4        | 10                      | 471143 Девана, (160148) 2001 KV76                                                                                        |
| 3:11           | 71,4           | 603,9        | 2                       | (534627) 2014 UV224, 2013 AR183                                                                                          |
| 1:4            | 75,7           | 658,8        | 7                       | 2003 LA7, 2011 UP411 |
| 5:21           | 78,2           | 691,7        | 1                       | (574372) 2010 JO179 |
| 2:9            | 81,9           | 741,1        | 3                       | (523794) 2015 RR245, 2003 UA414, 2018 VG18                                                                               |
| 1:5            | 87,9           | 823,5        | 2                       | 2007 FM51, (667161) 2011 BP170                                                                                           |
| 2:11           | 93,6           | 905,8        | 3                       | (613037) 2005 RP43, 2011 HO60                                                                                            |
| 1:6            | 99,2           | 988,2        | 2                       | (528381) 2008 ST291, (668381) 2011 WJ157                                                                                 |
| 1:9            | 130,0          | 1482,3       | 2                       | 2007 TC434, 2015 KE172                                                                                                   |

### Гаумеа
Вважається, що карликова планета Гаумеа перебуває в нестабільному орбітальному резонансі 7:12 з Нептуном. Її висхідний вузол орбіти Ω прецесує з періодом близько 4,6 млн років, і резонанс порушується двічі за цикл прецесії, або кожні 2,3 млн років, після чого знову відновлюється приблизно через сто тисяч років. Марк Буї кваліфікує Гаумеа його як нерезонансний об'єкт.

## Випадкові й істинні резонанси
Однією з причин для занепокоєння астрономів є слабкі резонанси, існування яких складно довести з огляду недостатню точність наявних даних про орбіти транснептунових об'єктів. Орбітальні періоди багатьох об'єктів перевищують 300 років. Більшість із них спостерігаються лише протягом відносно короткої дуги спостереження тривалістю лише кілька років. Через велику відстань до них і їхній повільний рух на тлі фонових зір можуть минути десятиліття, перш їхні орбіти будуть визначені достатньо добре, щоб впевнено стверджувати, яким є резонанс — істинним чи випадковим. Істинний резонанс плавно коливатиметься, а випадковий близький резонанс циркулюватиме.
Моделювання, здійснене В'ячеславом Ємельяненком та Оленою Кисельової у 2007 році, показало, що астероїд (131696) 2001 XT254, перебуває в резонансі з Нептуном у співвідношенні 3:7 і зазнає лібрації, стабільність якої може зберігатися від менш ніж 100 мільйонів до мільярдів років.

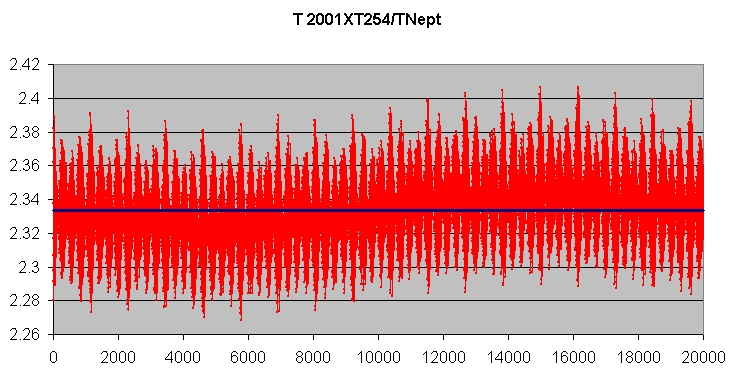
Період обертання астероїда 2001 XT_{254} навколо резонансу 3:7 (2,333) із Нептуном.

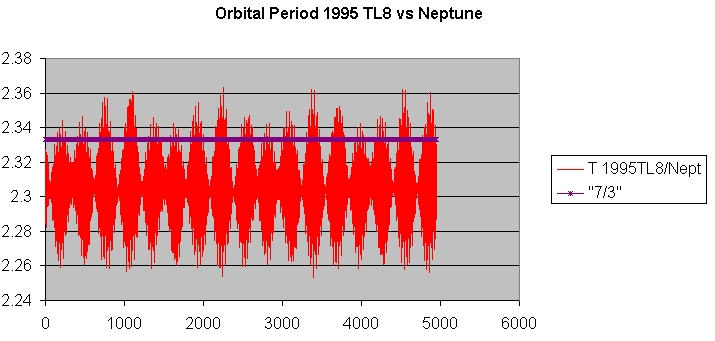
В орбітальному періоді астероїда відсутній резонанс із Нептуном 3:7 (2,333).

Ємельяненко й Кисельова показують також, що астероїд (48639) 1995 TL8 має менш ніж 1%-ву ймовірність перебувати в резонансі 3:7 з Нептуном, але він здійснює циркуляції поблизу цього резонансу.

## Спроби виробити формальне визначення
Для класів ТНО немає загальноприйнятих точних визначень: їхні межі часто нечіткі, і навіть поняття резонансу не визначене точно. У Глибокому огляді екліптики були запропоновані динамічні класи, формально визначені на основі довгострокового прямого інтегрування орбіт під комбінованим впливом збурень від усіх чотирьох планет-гігантів (див. також формальне визначення класичного об'єкта поясу Койпера).
У загальному випадку резонанс середнього руху може включати не тільки орбітальні періоди виду
{\displaystyle {\rm {p\cdot \lambda -{\rm {q\cdot \lambda _{\rm {N}}}}}}},
де p і q — невеликі цілі числа, λ і λN — відповідно, середні довготи об'єкта й Нептуна, але можуть включати також довготу перигелію і довготи вузлів.
Об'єкт є резонансним, якщо для деяких малих цілих чисел (p, q, n, m, r, s) аргумент (кут), визначений нижче, є лібруючим (тобто обмеженим):
{\displaystyle \phi ={\rm {p\cdot \lambda -{\rm {q\cdot \lambda _{\rm {N}}-{\rm {m\cdot \varpi -{\rm {n\cdot \Omega -{\rm {r\cdot \varpi _{\rm {N}}-{\rm {s\cdot \Omega _{\rm {N}}}}}}}}}}}}}}}
де ϖ — довжготи перигеліїв, а Ω — довготи висхідних вузлів, для Нептуна (з індексами N) і резонансного об'єкта (без індексів).
Термін «лібрація» тут означає періодичне коливання кута навколо певного значення і протиставляється циркуляції, за якої кут може набувати будь-якого значення від 0 до 360°. Наприклад, у випадку Плутона резонансний кут ϕ коливається навколо 180° з амплітудою близько 86,6°, тобто кут періодично змінюється від 93,4° до 266,6°.
Виявилося, що всі нові плутино, відкриті в рамках Глибокого огляду екліптики, мають тип
{\displaystyle \phi ={\rm {3\cdot \lambda -{\rm {2\cdot \lambda _{\rm {N}}-\varpi }}}}},
тобто подібні до резонансу середнього руху з Плутоном.
Загалом, цей резонанс 2:3 є прикладом резонансу типу p:(p + 1) (наприклад, 1:2, 2:3, 3:4), які, як виявилося, стабілізують орбіти. Резонансний кут у них дорівнює
{\displaystyle \phi ={\rm {p\cdot \lambda -{\rm {q\cdot \lambda _{\rm {N}}-({\rm {p-{\rm {q)\cdot \varpi }}}}}}}}}
У цьому випадку важливість резонансного кута {\displaystyle \phi } можна зрозуміти, зауваживши, що коли об'єкт перебуває в перигелії, тобто {\displaystyle \lambda =\varpi }, то
{\displaystyle \phi =q\cdot (\varpi -\lambda _{\rm {N}})},
тобто {\displaystyle \phi \,} дає міру відстані перигелію об'єкта від Нептуна. Орбіта об'єкта захищений від збурення, оскільки її перигелій розташований далеко від Нептуна за умови, що {\displaystyle \phi \,} обертається навколо кута, далекого від 0°.

## Методи класифікації об'єктів
Елементи орбіт транснептунових об'єктів відомі з обмеженою точністю, і невизначеності можуть призвести до хибнопозитивних результатів — тобто віднесення до резонансних ТНО об'єктів, які такими не є.
Згідно з нещодавно розробленим підходом, розглядати слід не лише поточну найкраще визначену орбіту об'єкта, а й дві додаткові орбіти, які відповідають межам невизначеності даних спостережень. Простіше кажучи, алгоритм визначає, чи продовжуватиме об'єкт класифікуватися як резонансний, якщо через помилки спостережень його фактична орбіта відрізняється від найкраще визначеної. Ці три орбіти чисельно інтегруються на період 10 мільйонів років. Якщо всі три орбіти залишаються резонансними (тобто спостерігається лібрація аргументу резонансу), то віднесення об'єкта до класу резонансних вважається надійним. Якщо лібраційними є лише дві з трьох орбіт, об'єкт класифікується як такий, що, імовірно, перебуває в резонансі. І, нарешті, якщо тест проходить лише одна орбіта, відзначається близькість до резонансу, що має заохотити подальші спостереження для покращення даних.
Два граничних значення півосі, що використовуються в алгоритмі, визначаються так, щоб відповідати невизначеності даних не більше 3 стандартних відхилень. Такий діапазон значень півосі повинен, за певних припущень, зменшити ймовірність того, що фактична орбіта виходить за межі цього діапазону, до менш ніж 0,3 %. Метод застосовний для об'єктів, спостереження за якими охоплюють щонайменше три протистояння.